# Äbeni Flue
Ebnefluh lub Äbeni Flue i Ebenefluh – szczyt w Alpach Berneńskich, części Alp Zachodnich. Leży w Szwajcarii w kantonach Berno i Valais. Sąsiaduje z Gletscherhorn na wschodzie i Jungfrau na północy. Można go zdobyć ze schroniska Rottalhütte (2755 m), Konkordiahütte (2850 m) lub Hollandiahütte (3235 m). Góruje nad lodowcem Aletschgletscher.
Pierwszego wejścia dokonali Thomas Lioyd Murray Browne, Peter Bohren i Peter Schlegel 27 sierpnia 1868 r.